# Futebol de regras internacionais
O futebol de regras internacionais, conhecido simplesmente como regras internacionais ou regras de compromisso, é um esporte híbrido que combina aspectos do futebol australiano e do futebol gaélico. Este código do futebol foi criado nos anos 60 para facilitar partidas entre equipes de ambos os esportes, em particular as seleções da Austrália e da Irlanda.
A única competição importante deste esporte é a International Rules Series, torneio disputado desde 1984 entre as seleções da Austrália e da Irlanda. É um dos poucos esportes de equipe que não possui nenhum clube ou liga dedicado exclusivamente ao mesmo.

## Origem
O esporte começou a ganhar forma entre o fim de 1967 e o começo de 1968, quando clubes de futebol australiano da Australia e de futebol gaélico da Irlanda iniciaram uma serie de encontros amistosos nos dois países.
Ao constatar a semelhança entre ambos os esportes, e diante da falta de atividade internacional dos mesmos devido a baixa popularidade fora de seus respectivos países, decidiu-se criar um novo código de futebol que combinasse aspectos dos dois esportes, e desta maneira facilitar a realização de encontros entre equipes de ambos os esportes.
| Partida de Regras Internacionais no Subiaco Oval, em Perth, Austrália (2008). |
| Partida de Regras Internacionais no Subiaco Oval, em Perth, Austrália (2008). |

## Ver Também

Diagrama do campo.

- Futebol australiano
- Futebol gaélico
- História do futebol

## Ligações Externas
- «AFL - Australian Football League - Site Oficial» (em inglês)
- «GAA - Gaelic Athletic Association - Site Oficial» (em inglês)